# Fondazione Museo Pino Pascali
La Fondazione Pino Pascali è un'istituzione senza scopo di lucro nata a Polignano a Mare nel 2010 per iniziativa del Comune di Polignano e della Regione Puglia allo scopo di esporre e valorizzare le opere di Pino Pascali, autorevole esponente dell'arte povera. La Fondazione ha sede nell’ex mattatoio comunale del paese, nella zona del lungomare a sud e a strapiombo sul mare. La sede è stata ufficialmente inaugurata il 1º giugno 2012 con una grande festa dell’arte dal titolo Ouverture. 
La Fondazione Pino Pascali è l’unico museo di Arte Contemporanea stabile in Puglia e la sua attività è così suddivisa: Le mostre temporanee, La collezione permanente, Il Premio Pino Pascali.

## Attività
La fondazione si occupa della conservazione, dello studio e della valorizzazione dell'opera di Pino Pascali, del suo archivio documentario e bibliografico e della promozione di mostre di arte contemporanea.
Organizza ogni anno il Premio Pino Pascali, già istituito nel 1969 dai genitori dell'artista e presieduto, negli anni dal 1969 al 1979, da Palma Bucarelli. Il Premio è stato successivamente ripreso nel 1997, con il medesimo regolamento, dall'ex direttrice della Fondazione Rosalba Branà. Attribuito a importanti artisti del panorama internazionale (da Mochetti a Kounellis), è stato assegnato, nell'ordine, alle seguenti personalità: Achille Bonito Oliva (1997), Giovanni Albanese (2002), Marco Giusti (2003), Studio Azzurro (2005), Lida Abdul (2006), Adrian Paci (2007), Jan Fabre (2008), Jake & Dinos Chapman (2010), Bertozzi & Casoni (2011), Nathalie Djurberg (2012), Mat Collishaw (2013), Fabrizio Plessi (2014), AES+F (2015), Christiane Löhr (2016), Hans Op de Beeck (2017), Fabio Sargentini (2018) Zhang Huan (2019) Ibrahim Mahama (2021), Edward Burtynsky (2022) Nico Vascellari (2023)
Nel 2013 La Fondazione Pino Pascali ha ottenuto il riconoscimento da Artribune come miglior Fondazione d'Arte d'Italia. 